# لیتون (فلوریدا)
لیتون (به انگلیسی: Layton) شهری در شهرستان مونرو ایالت فلوریدا است که در سال ۱۹۶۳ بنیان‌گذاری شده‌است. این شهر طبق سرشماری سال ۲۰۱۰ میلادی، ۱۸۴ نفر جمعیت داشته و مساحت آن نیز ۰٫۷ کیلومتر مربع است.